# Zabojnica
Zabojnica (em cirílico: Забојница) é uma vila da Sérvia localizada no município de Knić, pertencente ao distrito de Šumadija, na região de Šumadija e Gruža. A sua população era de 378 habitantes segundo o censo de 2011.

## Demografia
| 1948 | 1953 | 1961 | 1971 | 1981 | 1991 | 2002 | 2011 |
| ---- | ---- | ---- | ---- | ---- | ---- | ---- | ---- |
| 999  | 918  | 853  | 741  | 632  | 573  | 462  | 378  |